# Ruy Cabeção
Ruy Bueno Neto, mais conhecido como Ruy Cabeção (Belo Horizonte, 11 de abril de 1978), é um advogado, treinador, e ex-futebolista brasileiro que atuava como lateral-direito e meio-campista.

## Carreira

### Como jogador
Ruy foi revelado pelo América-MG quando ainda atuava no meio-campo. Se destacou atuando pelo Coelho ao ser campeão da Sul-Minas em 2000 e mineiro, em 2001. Posteriormente, teve boas passagens por Cruzeiro, Guarani e Botafogo, esta em 2004.
Ajudou o clube carioca a escapar do rebaixamento na última rodada do Campeonato Brasileiro daquele ano. Em 2006, na final da Taça Guanabara, o primeiro turno do Campeonato Carioca, jogou seus últimos minutos chorando, pois teria lesionado seu tornozelo naquela partida disputada contra o América-RJ. Ainda em 2006, Ruy ajudou o Botafogo a conquistar o título carioca após nove anos sem conquistas estaduais. Era bastante comum ouvir das arquibancadas em jogos do Alvinegro, seu nome sendo gritado pela torcida.
Em 2007, Ruy desligou-se do Botafogo para tentar atuar nos EUA, pelo DC United. Porém, a transferência não se concretizou e o lateral acertou com o Figueirense onde foi vice-campeão da Copa do Brasil. Por todo o ano de 2007, jogou pelo time de Florianópolis, sendo sempre titular. Em 2008, após não renovar seu contrato, se transferiu para o Náutico. Neste time, também era titular. No final do ano, novamente Ruy não se acertou com seu clube. Após a procura do Grêmio pelo jogador, em meados de dezembro de 2008, ele resolveu acertar seu contrato com o clube gaúcho. No dia 19 de dezembro, Ruy foi anunciado oficialmente pelo Tricolor.
Ruy estreou oficialmente pelo Grêmio no dia 21 de janeiro de 2009, em partida válida pelo Campeonato Gaúcho de 2009, contra o Inter de Santa Maria, no Estádio Presidente Vargas. O jogo acabou em 1 a 1 e o próprio jogador marcou o gol do Grêmio, de cabeça, aos cinco minutos do segundo tempo, após cruzamento de Fábio Santos. Logo no segundo jogo seu, estreia no Estádio Olímpico Monumental, Ruy já marcou seu segundo gol com a camiseta do Grêmio, o que, juntamente com as boas atuações, lhe rendeu elogios de Alex Mineiro e entrando para a Seleção do Campeonato Gaúcho
No dia 26 de junho de 2009, após desentendimento com o treinador Paulo Autuori, se desligou do clube. Sendo assim, Ruy jogou seis partidas no Campeonato Brasileiro. Segundo seu empresário, Márcio Bittencourt, o jogador gostaria de permanecer em Porto Alegre, mas como o clube queria e o treinador não, houve uma rescisão de contrato. No dia 4 de julho acertou sua transferência para o Fluminense. Ele ainda disse que o Atlético Mineiro já o havia procurado para contratar o jogador.
No dia 7 de julho de 2009, Ruy se apresentou como novo reforço para a lateral-direita do time tricolor. Jogou vários jogos como titular, fazendo até bonitos gols,mas a fase da equipe era péssima. Conseguiu junto com os companheiros se safar do rebaixamento de 2009 e ainda foi Vice-Campeão da Sul-Americana 2009, participando do Time de Guerreiros. Tendo alto salário e não sendo muito aproveitado, acabou dispensado ao fim do ano mesmo tendo contrato até o fim de 2010.
No dia 8 de janeiro de 2010, Ruy se apresentou como novo reforço para lateral-direita do Boavista Sport Club, emprestado por um período de quatro meses.
Já no dia 21 de maio de 2010, Ruy foi anunciado como novo reforço do Brasiliense, sendo mais uma vez Campeão Candango 2011. Porém, no mesmo ano, ele acabou rescindindo seu contrato com o Jacaré e permaneceu sem clube.
No dia 15 de janeiro de 2013 Ruy foi anunciado como novo reforço do Alecrim Futebol Clube de (Natal). De maneira inusitada, o atleta, via Twitter, divulgou no seu perfil da rede social que estava atrás de um clube para atuar. Depois de deixar o Ipatinga por falta de pagamento de salário e ficar desempregado, tal iniciativa acabou chamando a atenção dos potiguares, que apostaram na contratação do experiente lateral.
No início do Campeonato Brasileiro da Série B de 2013 ele foi anunciado como um novo reforço do América de Natal, mas com um baixo rendimento nos jogos que participou foi dispensado da equipe e retornou para o Alecrim Futebol Clube para disputar a Copa Ecohouse.
Em 2014, acertou para jogar no Operário-MT.
Em 2015, Ruy Cabeção se cansou do futebol. após reclamar dos atrasos de salário no Operário-MT, seu último clube, e cogitar a aposentadoria, o jogador cumpriu a promessa. Ruy agora é ex-jogador. Aos 37 anos e com 14 clubes no currículo, ele anunciou que não atuará mais nos campos. O ex-lateral de Cruzeiro e Botafogo postou em seu perfil nas redes sociais uma mensagem de despedida dos gramados, na qual alegou que o futebol está lhe fazendo mal e que pretende se dedicar mais à família.
Em 2014, Ruy, através do futebolista Victor Boleta, recebeu proposta para jogar um clássico pela ex-equipe do jogador. O Olympique de Lynsblon foi a oportunidade do jogador voltar aos campos podendo jogar ao lado do ex-companheiro de equipe e grandes revelações do futebol da Zona Norte Carioca. Após a recusa inicial, Ruy acertou jogar uma partida comemorativa valendo a Taça Leão do Méier. O jogador foi autor do gol da vitória com assistência de Ratinho, lateral do Olympique. 

### Como treinador
Em janeiro de 2025, Ruy foi anunciado como o novo treinador das categorias de base do Inter de Minas para a disputa da Copa São Paulo de Futebol Júnior.

## Títulos
América Mineiro
- Copa Sul-Minas: 2000
- Campeonato Mineiro: 2001

Cruzeiro
- Copa Sul-Minas: 2002
- Supercampeonato Mineiro: 2002

Botafogo
- Campeonato Carioca: 2006
- Taça Guanabara: 2006

Brasiliense
- Campeonato Brasiliense: 2011

## Artilharias
Alecrim
- Taça Ecohouse: - (2 Gols)